# Sport Club Municipal Universitatea Craiova 2015-2016 (pallavolo femminile)
Questa voce raccoglie le informazioni riguardanti il Sport Club Municipal Universitatea Craiova nelle competizioni ufficiali della stagione 2015-2016.

## Organigramma societario
Area direttiva
- Presidente: Marius Barcan

Area tecnica
- Allenatore: Alexandru Cosma
- Allenatore in seconda: Adrian Popescu

## Rosa
| N° | Nome              | Ruolo | Data di nascita  | Nazionalità sportiva |
| -- | ----------------- | ----- | ---------------- | -------------------- |
| 1  | Ramona Breban     | S/O   | 17 agosto 1989   | Romania              |
| 2  | Delia Pădurean    | S     | 3 aprile 1995    | Romania              |
| 3  | Alina Gagea       | C     | 10 marzo 1993    | Romania              |
| 6  | Angela Vodă       | C     | 16 novembre 1995 | Romania              |
| 7  | Adina Stanciu     | S/O   | 17 dicembre 1986 | Romania              |
| 9  | Ana-Maria Ghionea | S     | 26 maggio 1985   | Romania              |
| 10 | Marina Cojocaru   | P     | 31 marzo 1992    | Romania              |
| 11 | Roxana Lupu       | C     | 4 aprile 1983    | Romania              |
| 12 | Beatrice Postea   | P     | 29 agosto 1993   | Romania              |
| 13 | Jessica Popovici  | S     | 31 dicembre 1996 | Romania              |
| 14 | Gabriela Dancu    | C     | 22 febbraio 1989 | Romania              |
| 18 | Monica Foca       | L     | 5 ottobre 1989   | Romania              |